# Gustave Decréquy
Gustave Decréquy est un homme politique français né le 21 décembre 1899 à Fruges (Pas-de-Calais) et décédé le 16 novembre 1944 à Pau (Pyrénées-Atlantiques)
Négociant en vins, il est élu député radical du Pas-de-Calais de 1935 à 1940, après une carrière d'élu local.

## Sources
- « Gustave Decréquy », dans le Dictionnaire des parlementaires français (1889-1940), sous la direction de Jean Jolly, PUF, 1960 [détail de l’édition]